# Atsushi Aoki
Atsushi Aoki   (青木 篤志 Aoki Atsushi, Tokio, Japón, 25 de septiembre de 1977-ibídem, 3 de junio de 2019) fue un luchador profesional japonés que trabajó para All Japan Pro Wrestling como competidor, presidente de relaciones de talento y entrenador principal en su dojo.
Además de AJPW, destaca su paso por las empresas Pro Wrestling Noah (NOAH), Lucha Libre AAA Worldwide (AAA) y varias promociones japonesas. 
Fue cuatro veces Campeón Mundial Peso Pesado Junior de AJPW, tres veces Campeón en Parejas de All Asia, dos veces Campeón Peso Pesado Junior en Parejas de GHC y una vez Campeón Mundial en Parejas de la AAA.

## Primeros años
Comenzó a luchar en la escuela secundaria, ganando la división de peso de 69 kg (152 lb) en 2000. Se unió a la Fuerza Terrestre de Autodefensa de Japón como parte del quinto Regimiento de la División General de Aomori en 2000, donde continuó luchando y ganó el Campeonato nacional abierto de lucha libre en la categoría de peso 69 kg. En 2005 solicitó unirse al dojo de Pro Wrestling Noah y fue aceptado.

## Carrera

### Pro Wrestling Noah (2005-2012)
Aoki comenzó a entrenar con Jun Akiyama en el dojo de Pro Wrestling Noah en mayo de 2005. Su debut profesional en lucha fue el 24 de diciembre de 2005 durante el NOAHful Gift de NOAH en Differ '05, en equipo con Yoshiniro Ota, perdiendo ante el fundador de NOAH Mitsuharu Misawa y la leyenda de la lucha japonesa. Akira Taue. Aoki pasó la mayor parte de 2006 ganando una experiencia ganada en el ring, principalmente en el lado perdedor de los partidos. También haría apariciones en otras promociones japonesas como Zero-1 MAX y Dragon Gate. Un mes después, Aoki emprendió una "excursión de aprendizaje" a Europa, donde luchó por promociones como Real Quality Wrestling y International Pro Wrestling: Reino Unido en el Reino Unido y Westside Xtreme Wrestling en Alemania durante los dos meses que duró la excursión. Tras su regreso a NOAH que se asoció con el estadounidense Rocky Romero a participar en el Nippon TV Junior Cup peso pesado Tag League 2007. El equipo terminó con solo dos puntos, ganando solo un partido de cada cinco cuando el equipo derrotó a Bryan Danielson y Davey Richards.
El 3 de septiembre de 2007 Aoki se asoció con Ippei Ota para una lucha en un AAA/Pro Wrestling Noah espectáculo copromovido llamado TripleSEM. El equipo luchó en el tercer combate de la noche y perdió ante los representantes de la AAA Real Fuerza Aérea británica (Laredo Kid y Super Fly) en 08:15. En noviembre de 2007, Aoki participó en el torneo de Mauritius Cup de NOAH, ganando 8 puntos en total al derrotar a Ippei Ota, Tsutomu Hirayanagi y Akihiko Ito mientras luchaba en un empate contra Shuhei Taniguchi y Taiji Ishimori. A pesar de no perder un solo partido en el torneo, Shuhei Taniguchi logró anotar 9 puntos para llevarse la Mauritius Cup.
Aoki se asoció con Akihiko Ito para participar en la liga de peso pesado junior de la Copa Nippon TV Cup 2008. El equipo ganó solo tres puntos, un punto más que la liga de la Copa de TV Nippon anterior de Aoki, ya que el equipo solo logró derrotar a Kento Miyahara y Naomichi Marufuji y luchó por un límite de tiempo contra Eddie Edwards y Ricky Marvin. Fue invitado a formar parte del torneo Best of the Super Juniors 2009 de New Japan Pro-Wrestling (NJPW). Aoki obtuvo ocho puntos, terminando en el segundo lugar en el "Bloque A" con victorias sobre AKIRA, Black Tiger V, Jado y Milano Collection A.T. y solo perdiendo ante el ganador del "Bloque A" Prince Devitt (ganador del Bloque) y Tiger Mask IV.

### Asistencia Asesoría y Administración (2010)
El 23 de mayo de 2010 como parte de la alianza con Pro Wrestling Noah, Aoki hizo equipo a Go Shiozaki derrotando al equipo de Takeshi Morishima y Taiji Ishimori ganado el Campeonato Mundial en Parejas de AAA, que fue su primer título de AAA junto con Shiozaki.
El 6 de junio en Triplemanía XVIII, Aoki y Shiozaki defendieron el título contra Beer Money, Inc. (Robert Roode y James Storm), La Hermandad 187 (Nicho el Millonario y Joe Líder) y Los Maniacos (Silver King y Último Gladiador) en Elimination Match fueron el primer equipo eliminado cuando Líder cubrió a Shiozaki, lo que significó que perdieron los títulos por 14 días después de haberlo ganado.

### All Japan Pro Wrestling (2013-2019)
El 26 de enero de 2013, Aoki, Go Shiozaki, Jun Akiyama, Kotaro Suzuki y Yoshinobu Kanemaru, todos los cuales habían renunciado a Noah al mismo tiempo, anunciaron que se habían unido a All Japan Pro Wrestling, formando el stable "Burning". Aoki y Suzuki recibieron su primera oportunidad en el Campeonato de todos los equipos de Asia el 17 de marzo, pero fueron derrotados por los campeones defensores, Koji Kanemoto y Minoru Tanaka.

## Muerte
El 3 de junio de 2019, Aoki murió en un accidente de motocicleta cuando chocó contra la pared lateral alrededor de la autopista del parque Kitanomaru en el barrio de Chiyoda en Tokio. Tenía 41 años. El Campeonato Mundial Peso Pesado Junior de AJPW quedó vacante tras su muerte. Aoki estaba programado para defender su título contra Hikaru Sato el 18 de junio.

## En lucha
- Movimientos finales

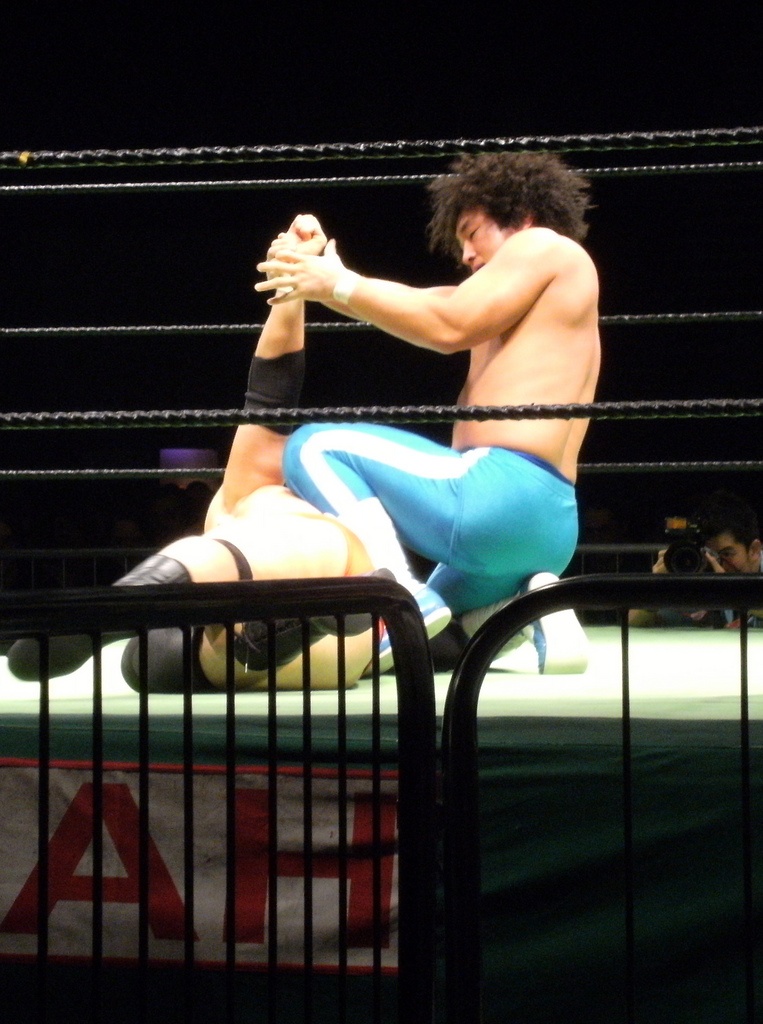
Aoki aplicando un armbar a Joel Redman.

  - Assault Point (Snap bridging leg clutch belly-to-back suplex, a veces mientras aplica un wrist-clutch)[3]
  - Cross armbreaker[4]
  - Spiral Poseidon (Single-arm cut-throat scoop brainbuster)[4]
  - Trap Over (Cross armbreaker, mientras aplica un grapevine al brazo)[4]

## Campeonatos y logros
- All Japan Pro Wrestling
  - All Asia Tag Team Championship (3 veces) – con Kotaro Suzuki (1) y Hikaru Sato (2)
  - AJPW World Junior Heavyweight Championship (4 veces)
  - Jr. Battle of Glory (2016)
  - Junior Hyper Tag League (2013) – con Kotaro Suzuki
  - Jr. Tag Battle of Glory (2014, 2015 y 2016) – con Hikaru Sato

- Asistencia Asesoría y Administración
  - Campeonato Mundial en Parejas de AAA (1 vez) – con Go Shiozaki[5]

- Hard Hit
  - Second Grappling Tournament (2014)

- Pro Wrestling Noah
  - GHC Junior Heavyweight Tag Team Championship (2 veces) – con Naomichi Marufuji (1) y Kotaro Suzuki (1)

- Pro Wrestling Illustrated
  - Situado en el Nº254 en los PWI 500 de 2013[6]
  - Situado en el Nº152 en los PWI 500 de 2016[7]
  - Situado en el Nº248 en los PWI 500 de 2017[8]
  - Situado en el Nº312 en los PWI 500 de 2018[9]

- Wrestling Observer Newsletter
  - Rookie of the Year (2006)[10]